# Dennis Francis
Dennis Francis, né le 27 novembre 1956, est un diplomate trinidadien. Il est le représentant permanent de son pays auprès des Nations unies à New York depuis 2021. Le 1er juin 2023, il est élu président de l'Assemblée générale des Nations Unies lors de sa soixante-dix-huitième session,,, il commence son mandat le 5 septembre 2023.

## Biographie

### Études
Francis étudie la géographie à l'université des Indes occidentales à Mona en Jamaïque, et les affaires internationales à la Paul H. Nitze School of Advanced International Studies de l'université Johns-Hopkins aux États-Unis.

### Carrière
Dennis Francis travaille au consulat de Trinité-et-Tobago à Toronto au Canada, de 1988 à 1996, notamment en tant que consul général adjoint, avant de devenir directeur adjoint des relations économiques et commerciales internationales au ministère des Affaires étrangères de Trinité-et-Tobago en 1996 et directeur de la division des Affaires européennes du ministère en 1997. En 1999, il est nommé ambassadeur à Cuba, en République dominicaine et en Haïti ainsi que haut-commissaire en Jamaïque. L'année suivante, il entame un mandat de quatre ans en tant que représentant de son pays auprès de l'Autorité internationale des fonds marins. De 2004 à 2006, il est ambassadeur en République dominicaine avant d'être nommé représentant permanent de Trinité-et-Tobago auprès de l'Office des Nations unies à Genève. Entre 2006 et 2011, il représente son pays auprès d'autres organisations internationales à Genève et à Vienne et est ambassadeur non résident en Autriche et en Italie. De 2012 jusqu'à sa retraite en 2016, il dirige la direction des relations multilatérales du ministère des Affaires étrangères de Trinité-et-Tobago.
En 2021, Dennis Francis sort de sa retraite et est nommé représentant permanent de Trinité-et-Tobago auprès des Nations unies à New York. Le 1er juin 2023, il est élu président de l'Assemblée générale des Nations unies lors de la soixante-dix-huitième session, succédant au Hongrois Csaba Kőrösi le 5 septembre suivant.

### Vie privée
Dennis Francis est marié à Joy Thomas-Francis, avec qui il a trois fils.